# زغال‌اخته گلدار
کورنوس فلوریدا(نام علمی: Cornus florida) نام یک گونه از سرده سیاه توسه است.

## نگارخانه

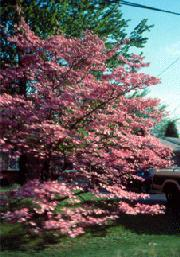
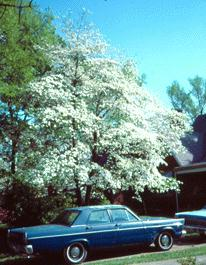
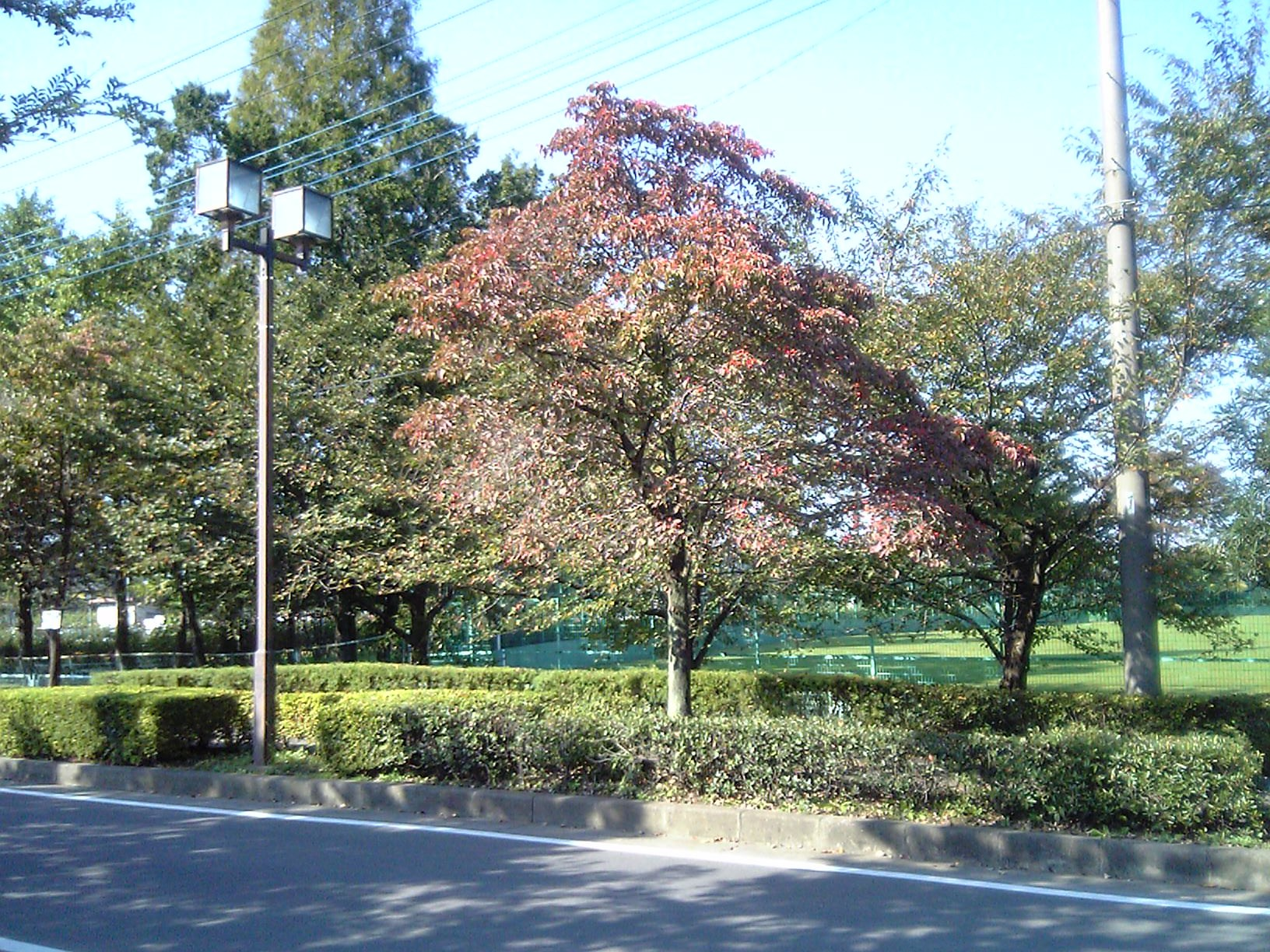
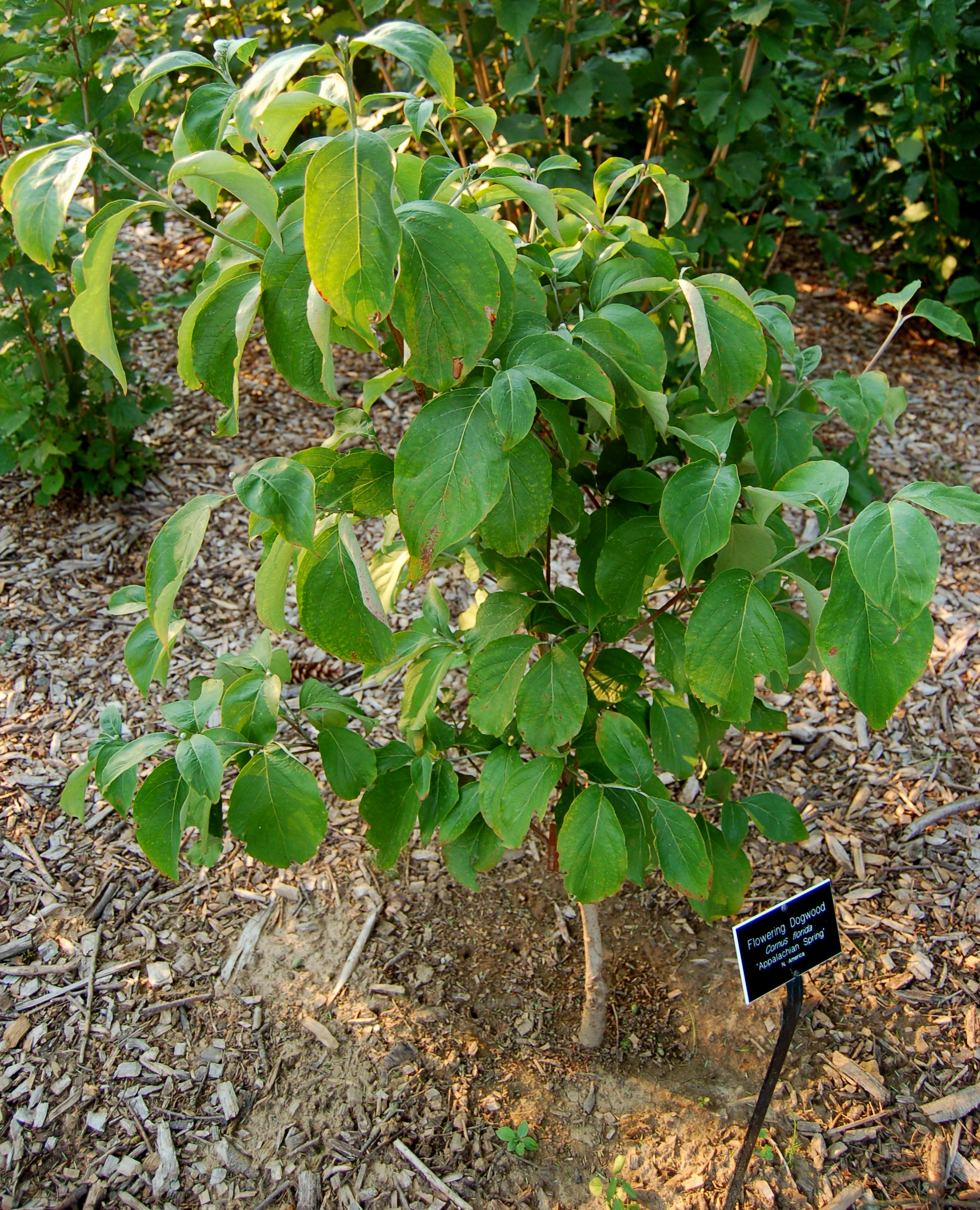
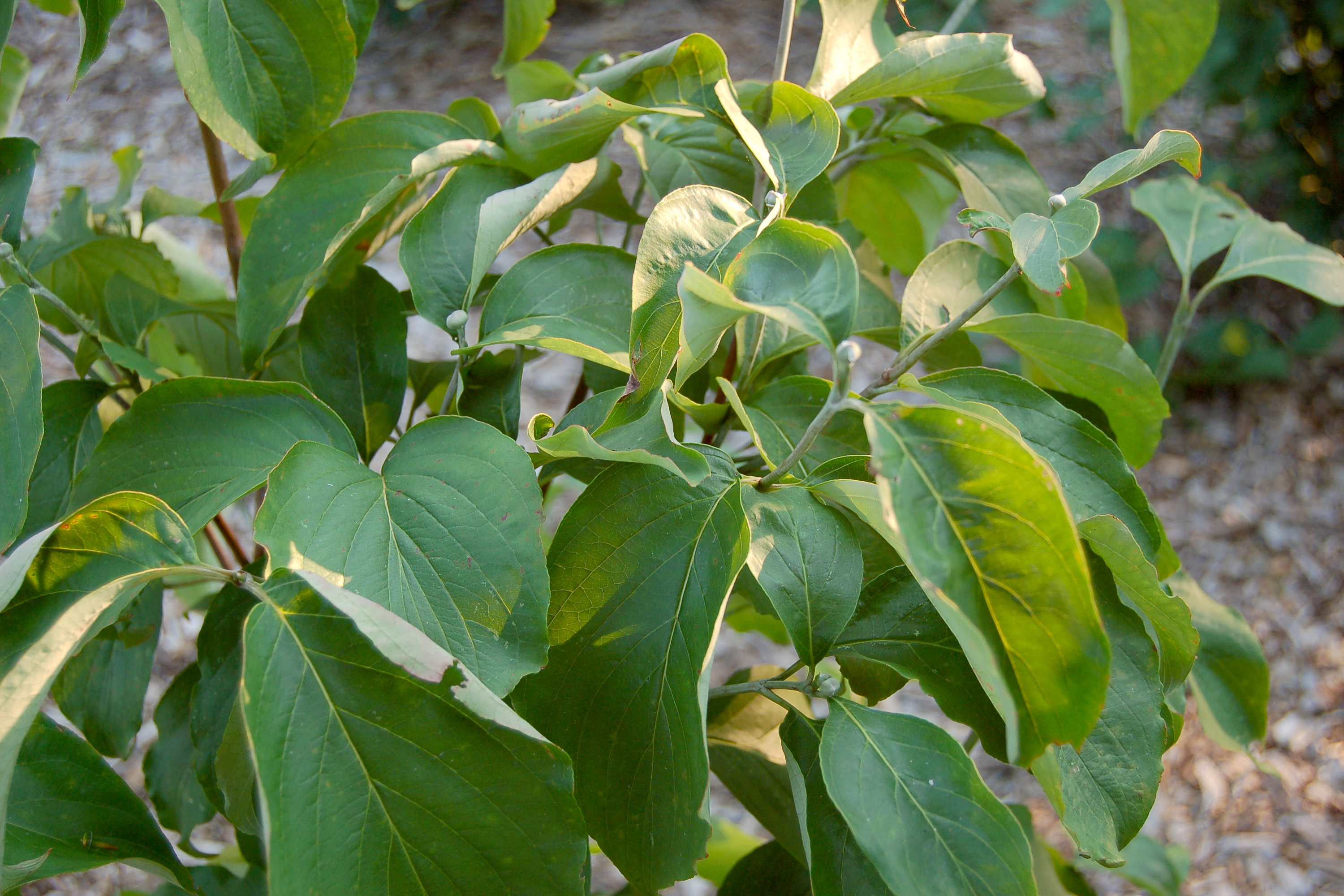
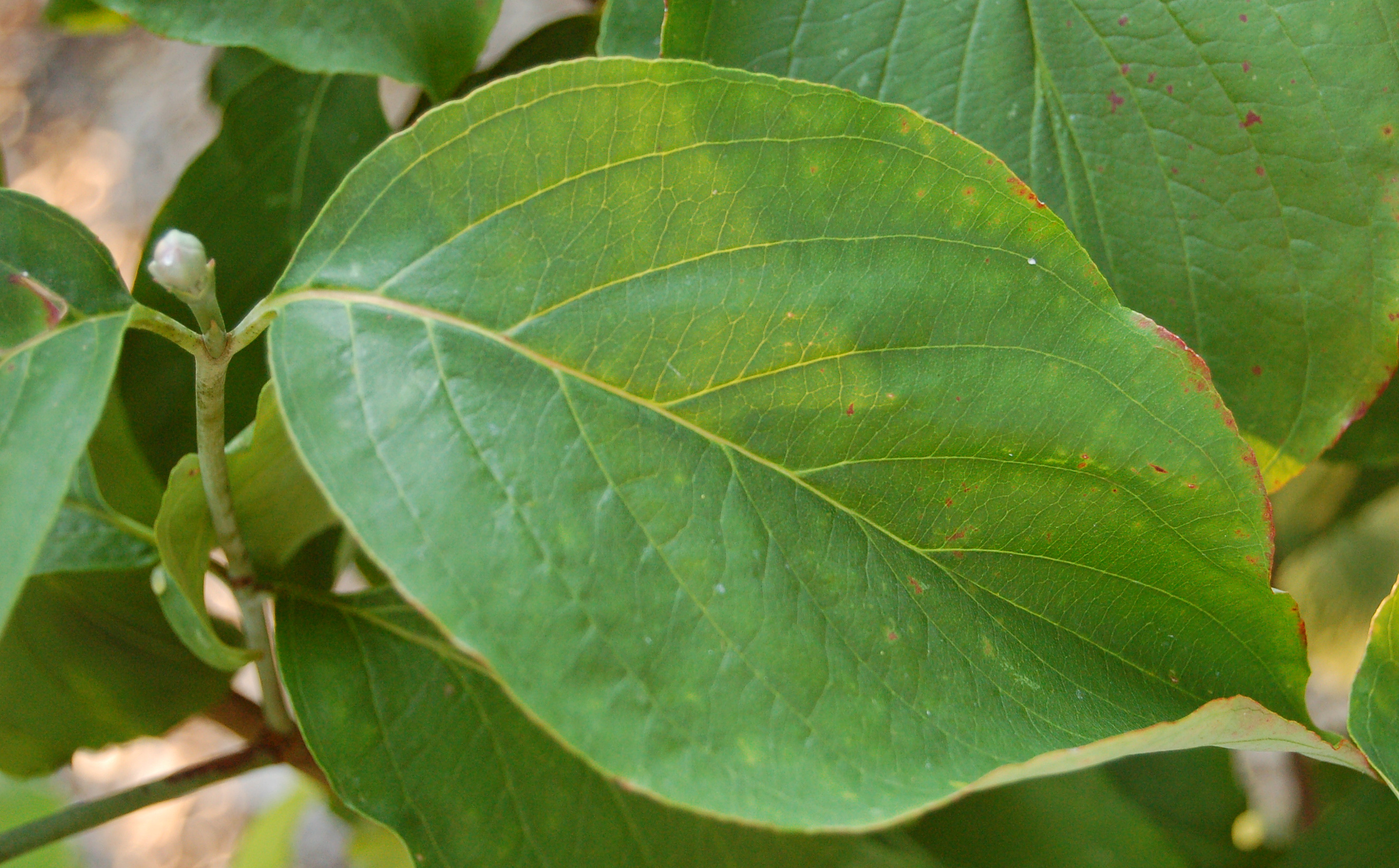
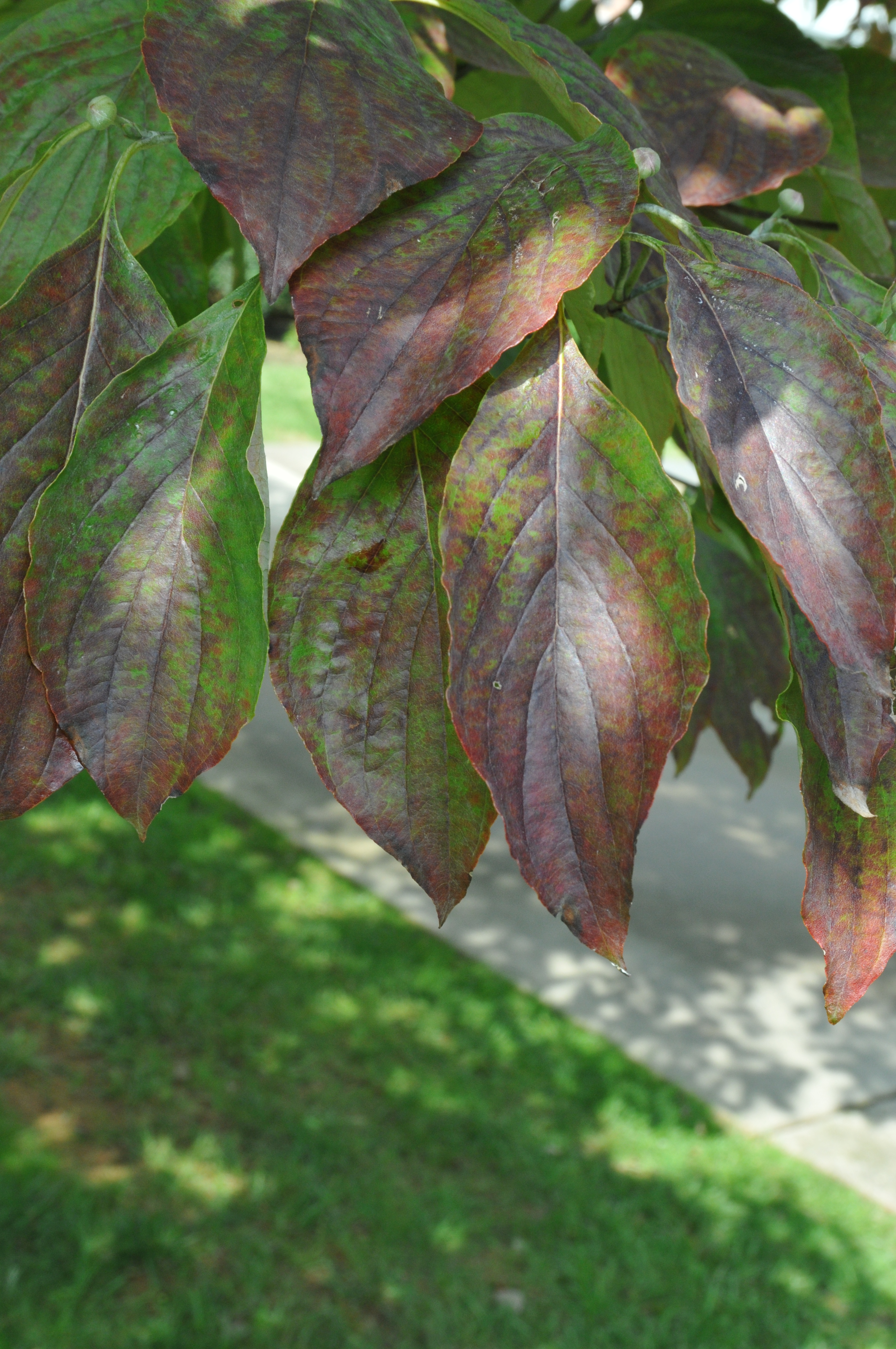
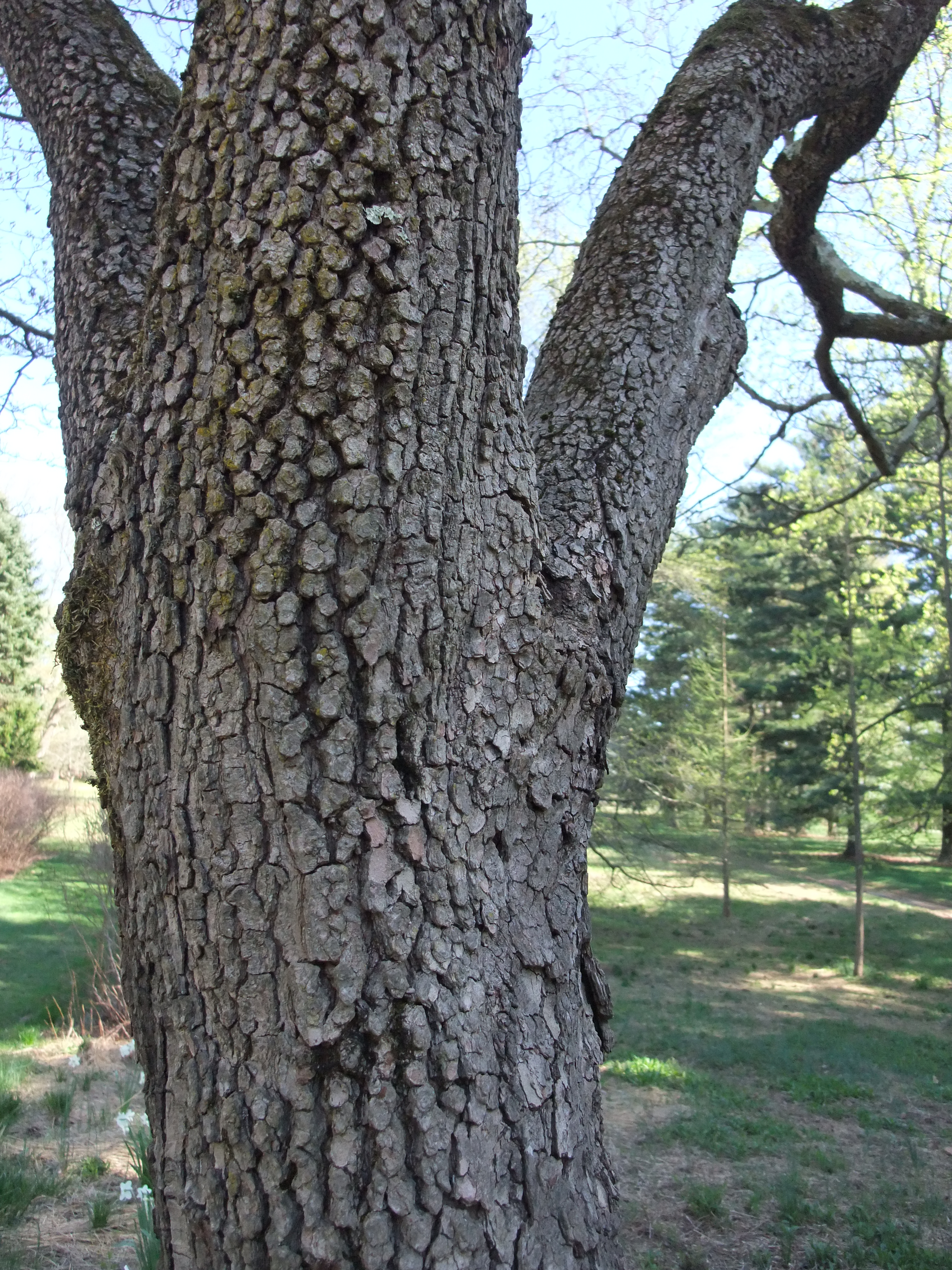